# BRCA1

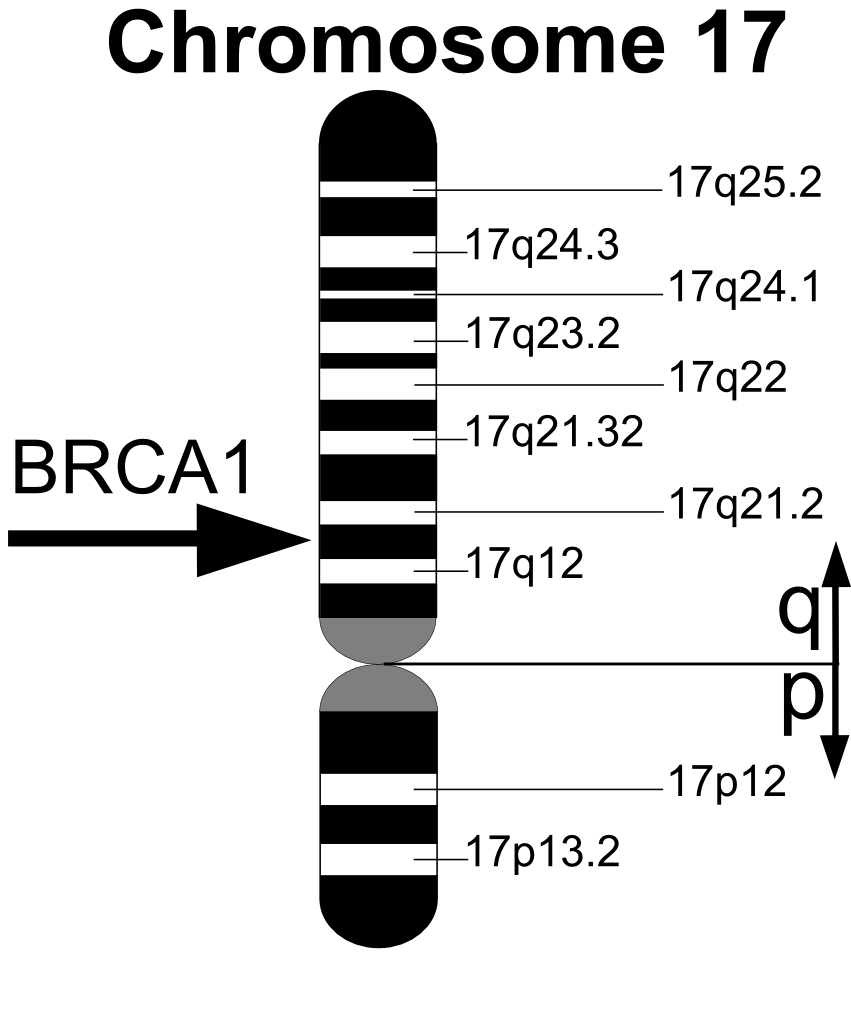
Plaats van het BRCA1-gen op chromosoom 17.

BRCA1 (de afkorting voor 'Breast and ovarian Cancer Susceptibility Protein 1', het Engelse "breast cancer 1, early onset", "borstkanker 1, op jonge leeftijd") is een gen van de mens. Het ligt op chromosoom 17. Mutaties in dit gen zijn geassocieerd met een ernstig verhoogd risico op borstkanker, eierstokkanker en prostaatkanker.

## Type en functie
BRCA1 behoort tot de klasse van de tumorsuppressorgenen, dat wil zeggen dat het gen normaal gesproken het ontstaan van kanker tegengaat. Als het uitgeschakeld wordt, kan een tumor ontstaan.
De functie van BRCA1 is meewerken aan het herstellen van DNA-schade. Het BRCA1-gen codeert voor een eiwit, dat samen met andere eiwitten een groot eiwitcomplex vormt dat BASC genoemd wordt, een Engelse afkorting voor BRCA1-associated genome surveillance complex, oftewel een complex dat het genoom afspeurt op zoek naar DNA-schade. In het complex bevinden zich verder nog andere tumorsuppressorgenen, DNA-schadesensoren en eiwitten die een signaalproces in werking kunnen stellen. Het complex werkt vooral bij het herkennen en herstellen van dubbelstrengsbreuken van het DNA.

## Mutaties en risico op kanker
Bepaalde variaties in het BRCA1-gen leiden tot een verhoogd risico op borstkanker en eierstokkanker. Er zijn tot nu toe honderden verschillende mutaties gevonden die tot een dergelijk verhoogd risico leiden. Mutaties kunnen kleine afwijkingen zijn van een of enkele baseparen, die bijvoorbeeld tot een te vroeg stopcodon kunnen leiden, of die een aminozuur veranderen waardoor het eiwit zijn functie verliest. Ook zijn er grote deleties, duplicaties en complexe herschikkingen van het gen die tot functieverlies ervan leiden.
In alle gevallen gaat het om een verandering waardoor één kopie van het BRCA1-gen uitgeschakeld wordt. Er bestaat een sterk vermoeden dat kanker ontstaat wanneer ook de andere kopie van het gen (om een of andere reden) uitgeschakeld wordt, waardoor de normale functie van BRCA1 (het herstellen van DNA-schade) helemaal uitvalt. Mutaties in andere genen worden dan niet meer gerepareerd en kunnen uiteindelijk tot het ontstaan van kankercellen leiden.
Dit model van opeenvolgende mutaties die eerst één allel van een gen en vervolgens het andere uitschakelen, wordt de Knudsonhypothese genoemd, naar de Amerikaanse geneticus Alfred Knudson.
Heeft een vrouw een dergelijke mutatie in een van haar twee kopieën van BRCA1, dan heeft zij, naar de huidige schattingen, 87% kans om vóór het 70e levensjaar borstkanker te krijgen en 44% kans om voor haar 70e eierstokkanker te krijgen.
Bij mannen is het risico op het krijgen van borstkanker ook licht verhoogd (vergeleken met mannen zonder BRCA1-mutatie). Bovendien is hun risico op het krijgen van prostaatkanker hoger.